# Katsukawa Shun’ei
Katsukawa Shun’ei (japanisch 勝川 春英; geboren 1762; gestorben 13. Dezember 1819) war ein japanischer Ukiyoe-Maler der mittleren Edo-Zeit.

## Leben und Wirken
Katsukawa Shun’ei, eigentlich Isoda Kyūjirō (磯田 久次郎), lebte im Stadtteil Shin-Izumichō (新和泉町) von Edo. Ein weiterer Künstlername ist Kutokusai (九徳斎). Als Schüler von Katsukawa Shunshō soll er 1778 mit seinem ersten Werk debütiert haben. In der Tenmei-Ära (1781–1789) trat er in die Fußstapfen von Shunshō und Katsukawa Shunkō (勝川 春好; 1743–1812), wobei er aktiv Porträts von Schauspielern im Schmalformat (役者大首絵, Yakusha Ōkubi-e) gestaltete. Anschließend gestaltete er gemeinsam mit konkurrierenden Malern wie Tōshūsai Sharaku, Utagawa Toyokuni die Blütezeit der Schauspielergemälde. Darüber hinaus hinterließ er in dieser Zeit eine kleine Anzahl hervorragender Werke „Schöner Frauen“ im „Brokatdruck“ (美人 錦絵, Bijin-nishiki-e).
Katsukawas 20 Porträts von Schauspieler nin Auftritten in dem Kabuki-Stück „Chūshingura“ (忠臣蔵), die er 1795 publizierte, sind von hervorragender Qualität. Etwa um 1797 ging die Zahl der Schauspielerporträts plötzlich zurück, und es wird angenommen, dass Gemälde von Kriegern, Sumō-Ringern oder handgezeichnete Gemälde (肉筆画, Nikuhitsu-ga) sie bis in die spätere Lebensjahre ersetzten.

## Bilder

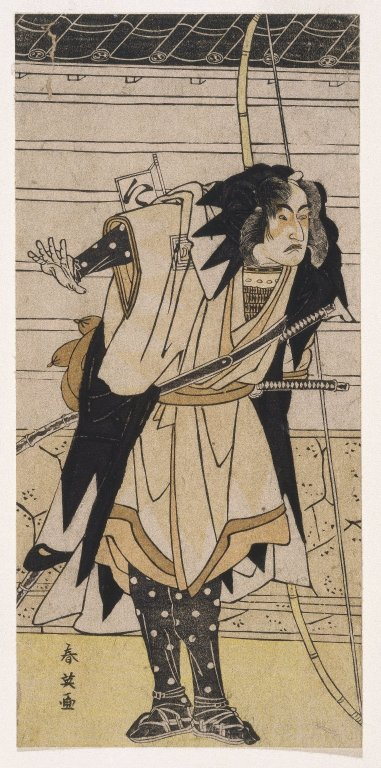
Ichikawa Yaozo III. als Takebayashi Tadashichi
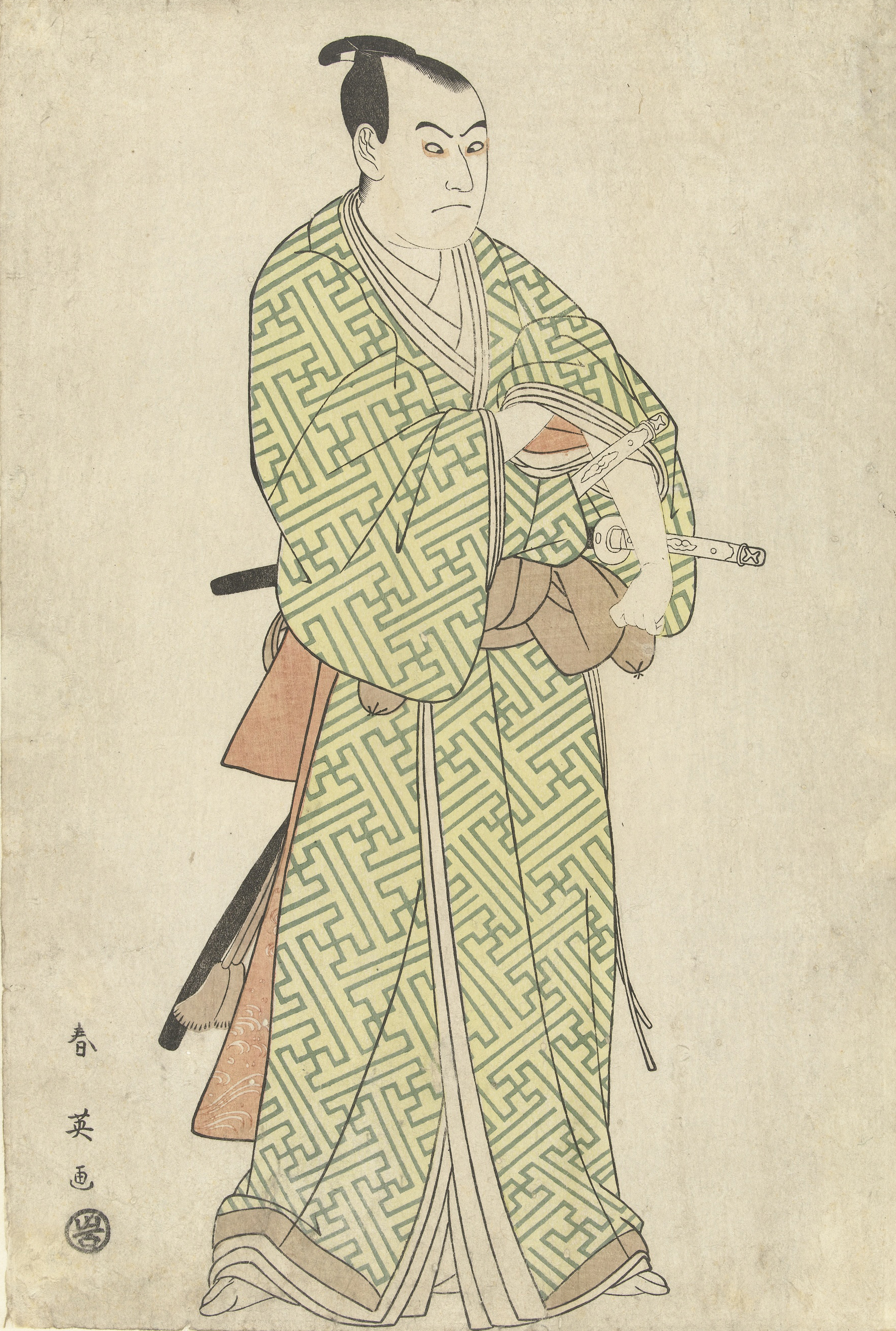
Sawamura Sojuro III. als Kakogawa Honzo
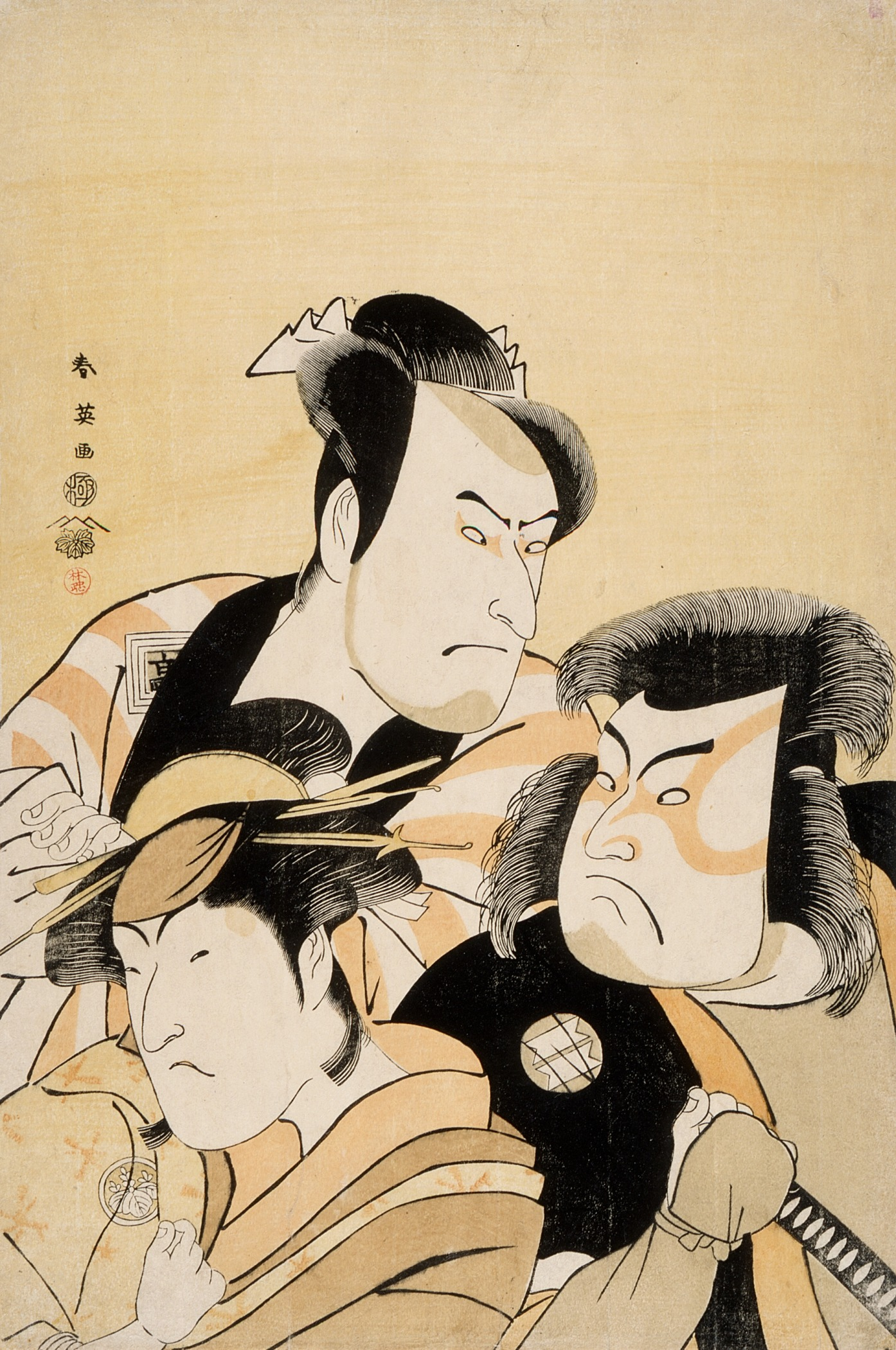
Ichikawa Komazo II., Sakata Hangoro III., Nakayama Fukasaburo I.
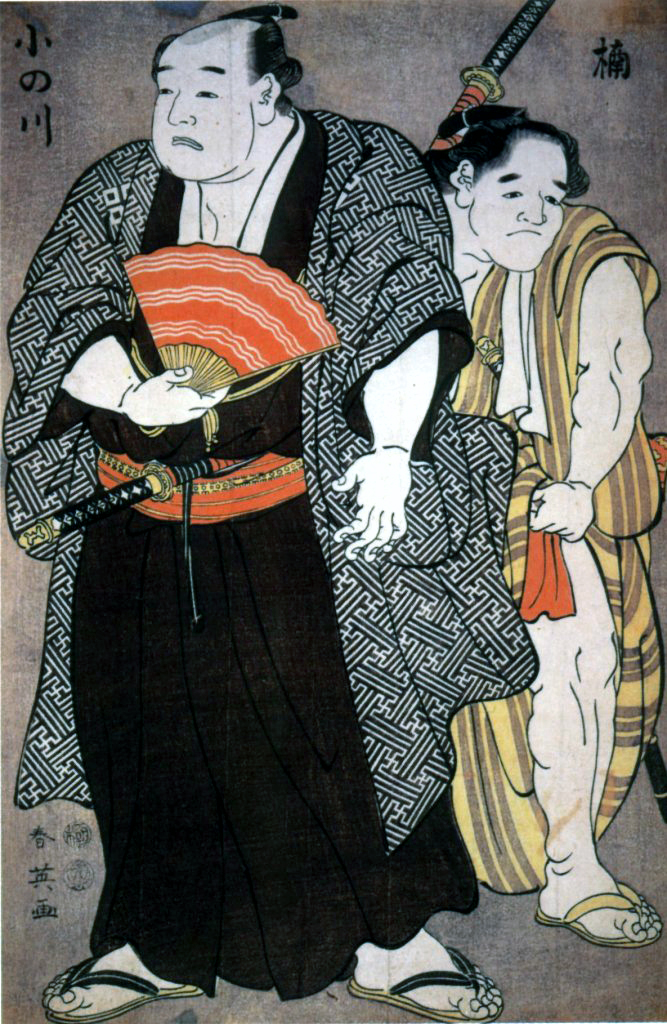
Onogawa Kisaburo
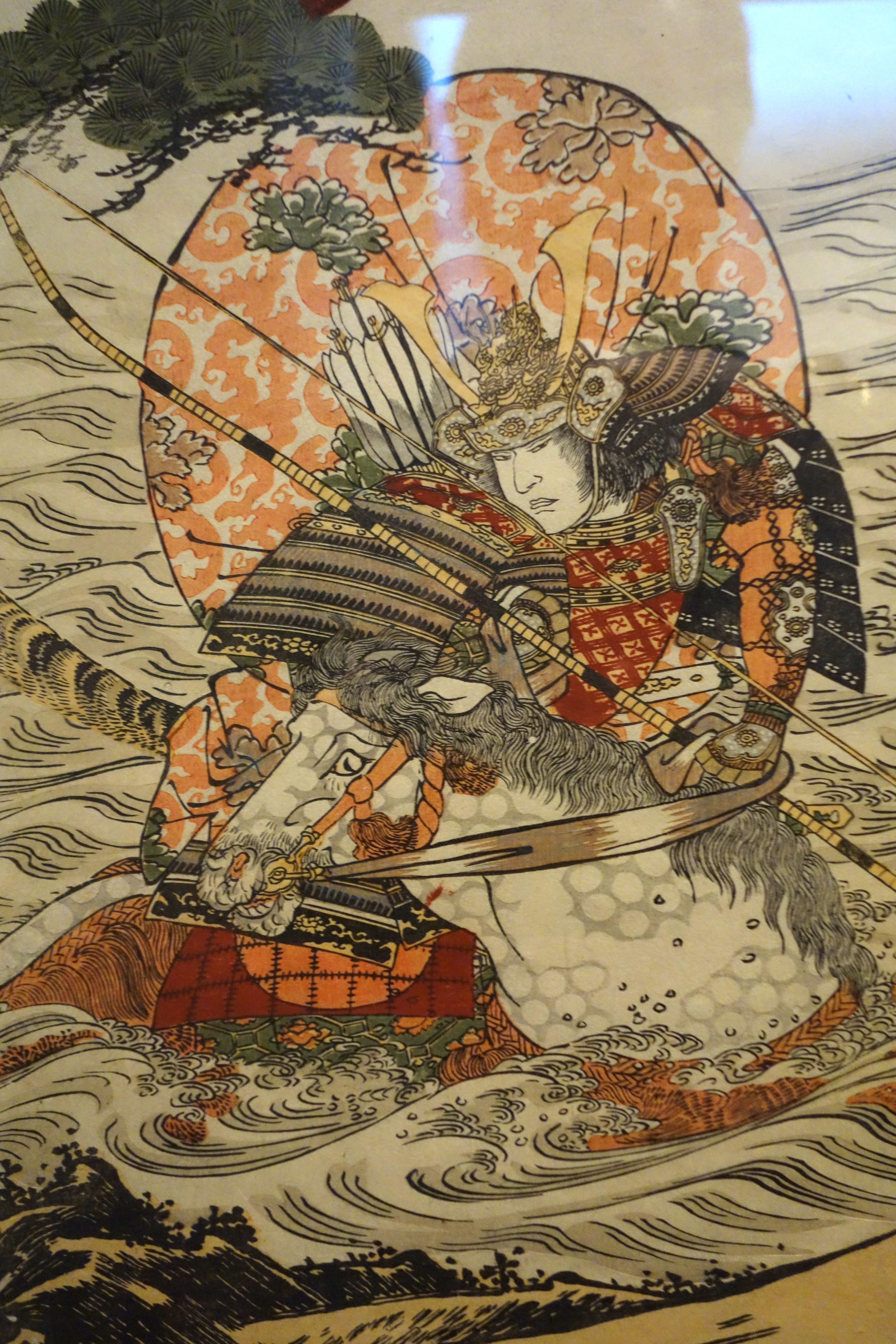
Atsumori
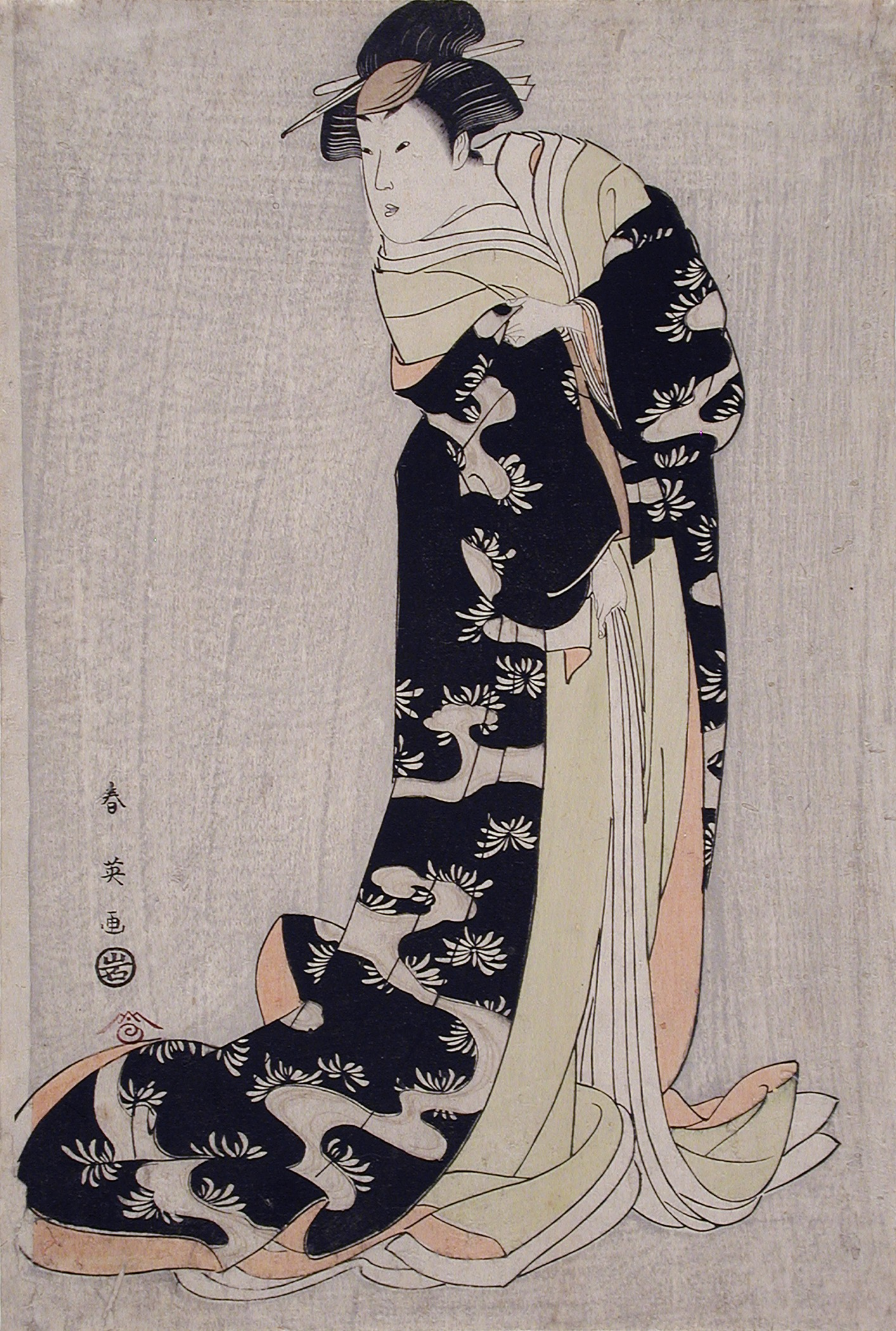
Segawa Kikunojo III.